# Milán-San Remo 2002
La Milán-San Remo 2002 fue la edición número 93 de esta clásica ciclista de primavera, disputada el 23 de marzo sobre 287 km, en la que ganó Mario Cipollini, que batió al sprint a Fred Rodríguez y Markus Zberg. Fue la única gran clásica que ganaba Cipollini en su carrera deportiva.

## Clasificación final
| Pos. | Ciclista        | Equipo                       | Tiempo    |
| ---- | --------------- | ---------------------------- | --------- |
| 1.   | Mario Cipollini | Acqua & Sapone-Cantina Tollo | 6h 39'30" |
| 2.   | Fred Rodríguez  | Domo-Farm Frites             | m.t.      |
| 3.   | Markus Zberg    | Rabobank                     | m.t.      |
| 4.   | Jo Planckaert   | Cofidis                      | m.t.      |
| 5.   | Óscar Freire    | Mapei-Quick Step             | m.t.      |
| 6.   | Tomáš Konečný   | Domo-Farm Frites             | m.t.      |
| 7.   | Andréi Chmil    | Lotto-Adecco                 | m.t.      |
| 8.   | Ján Svorada     | Lampre-Daikin                | m.t.      |
| 9.   | Paolo Bossoni   | Tacconi Sport                | m.t.      |
| 10.  | Mario Manzoni   | Index-Alexia Alluminio       | m.t.      |